# Barclayville
Barclayville – miasto w południowej Liberii, stolica hrabstwa Grand Kru. Według danych na rok 2008 liczy 2733 mieszkańców.